# Château de Rouillac
Pour les articles homonymes, voir Rouillac.
Le château de Rouillac, bâti au XIVe siècle, sur la commune de Gimbrède (Gers) est un château de « type gascon ». On trouve parfois les graphies Rouilhac ou Roulhac.

## Histoire
Avec son église, Rouillac était une commune, qui fut réunie à celle de Gimbrède en 1823.
La seigneurie de Rouillac était mentionnée en 1280. Le château fut bâti par Bertrand de Goth, vicomte de Lomagne, entre 1311 et 1323.
Le château a été recensé par l’Inventaire général du patrimoine culturel en 1987.
Un des contes facétieux recueillis par Jean-François Bladé, Les deux Moines, se passe au château de Rouillac.

## Architecture

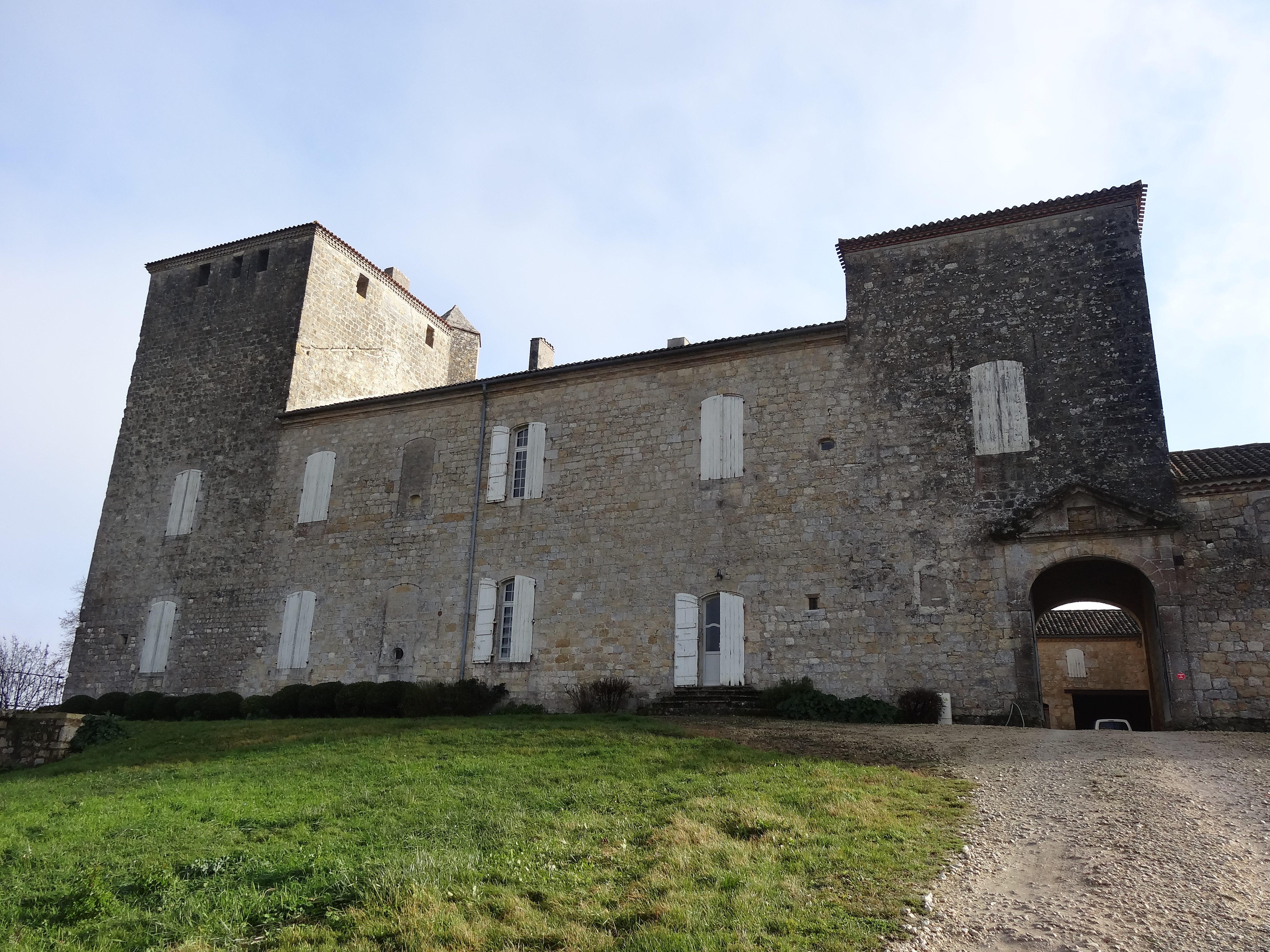
Les deux tours carrées de l’édifice.

Le château fait aujourd’hui partie d’un ensemble de bâtiments habités et à usage agricole. Il se compose d'un corps principal rectangulaire, flanqué de deux tours carrées alignées sur la façade. Les étages sont desservis par un escalier en demi-hors-œuvre, et un escalier à vis, sans ouvertures.
L’austère forteresse rectangulaire fut, comme la plupart des châteaux gascons, aménagée au XVIIIe siècle par le percement de fenêtres et divers aménagements. L’intérieur présente des décors en stuc.
Rouillac était en contact visuel avec le château de Sainte-Mère.

## Galerie

Le château de Rouillac
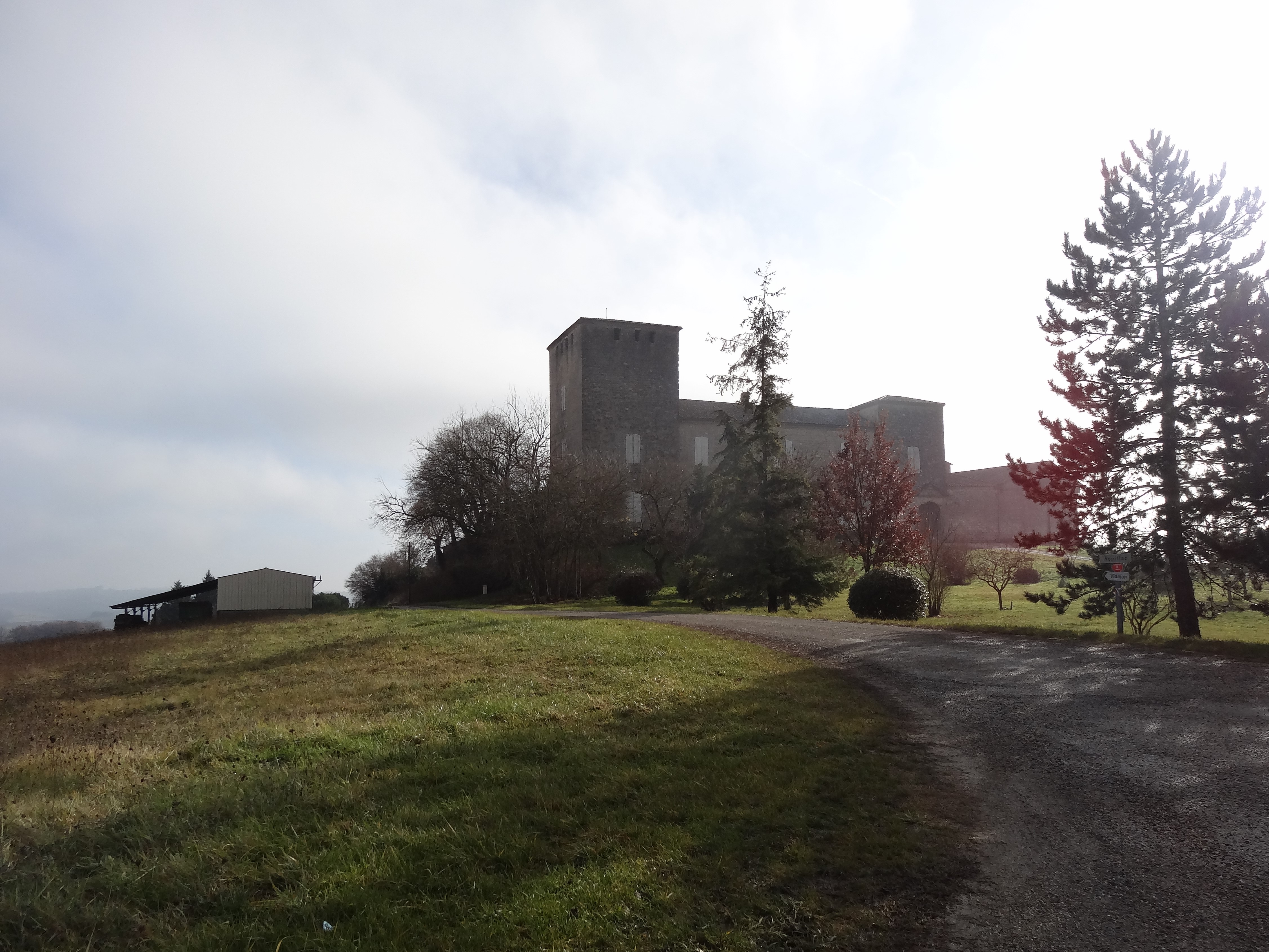
Vue nord-ouest.
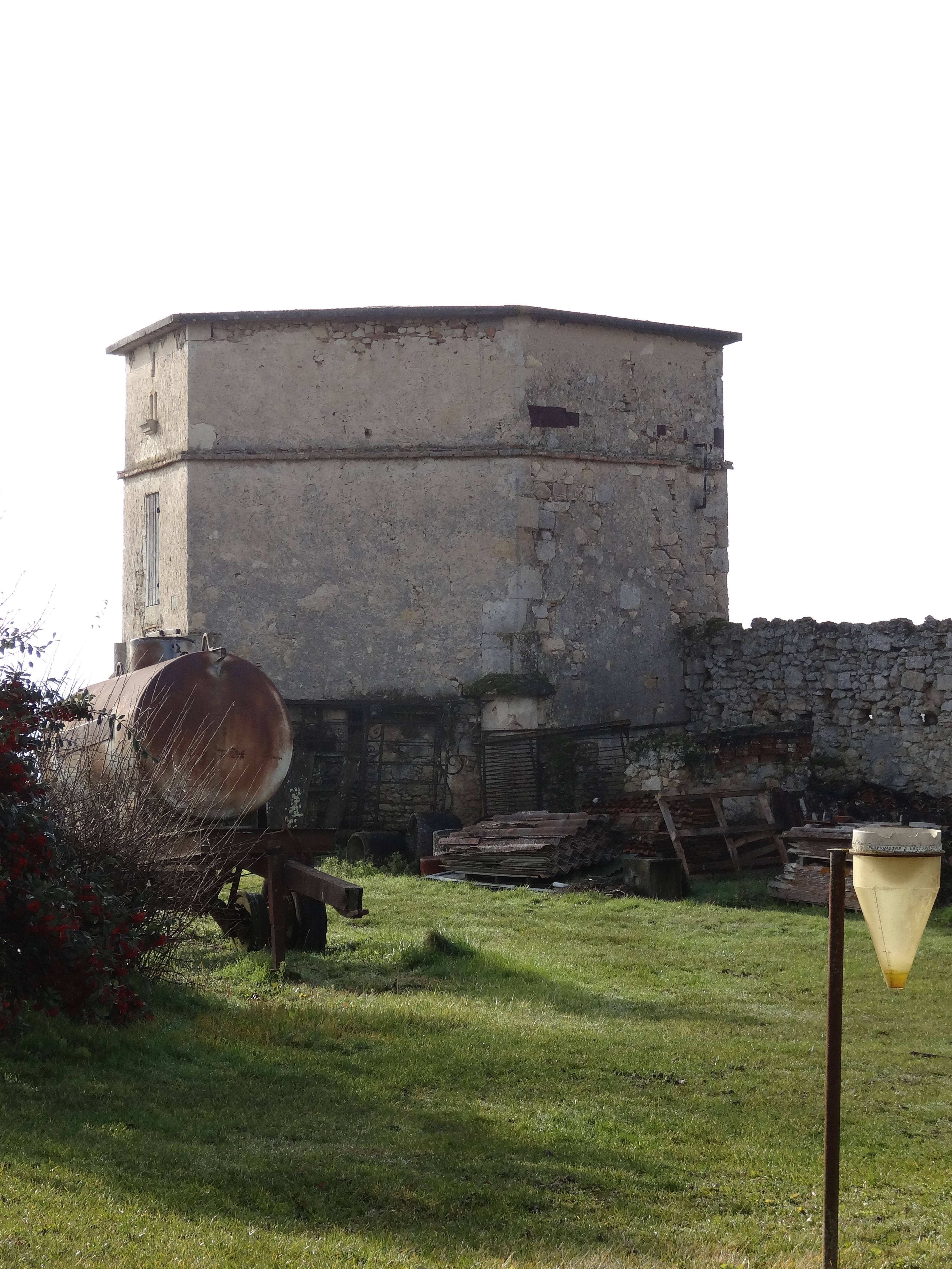
Pigeonnier du château.
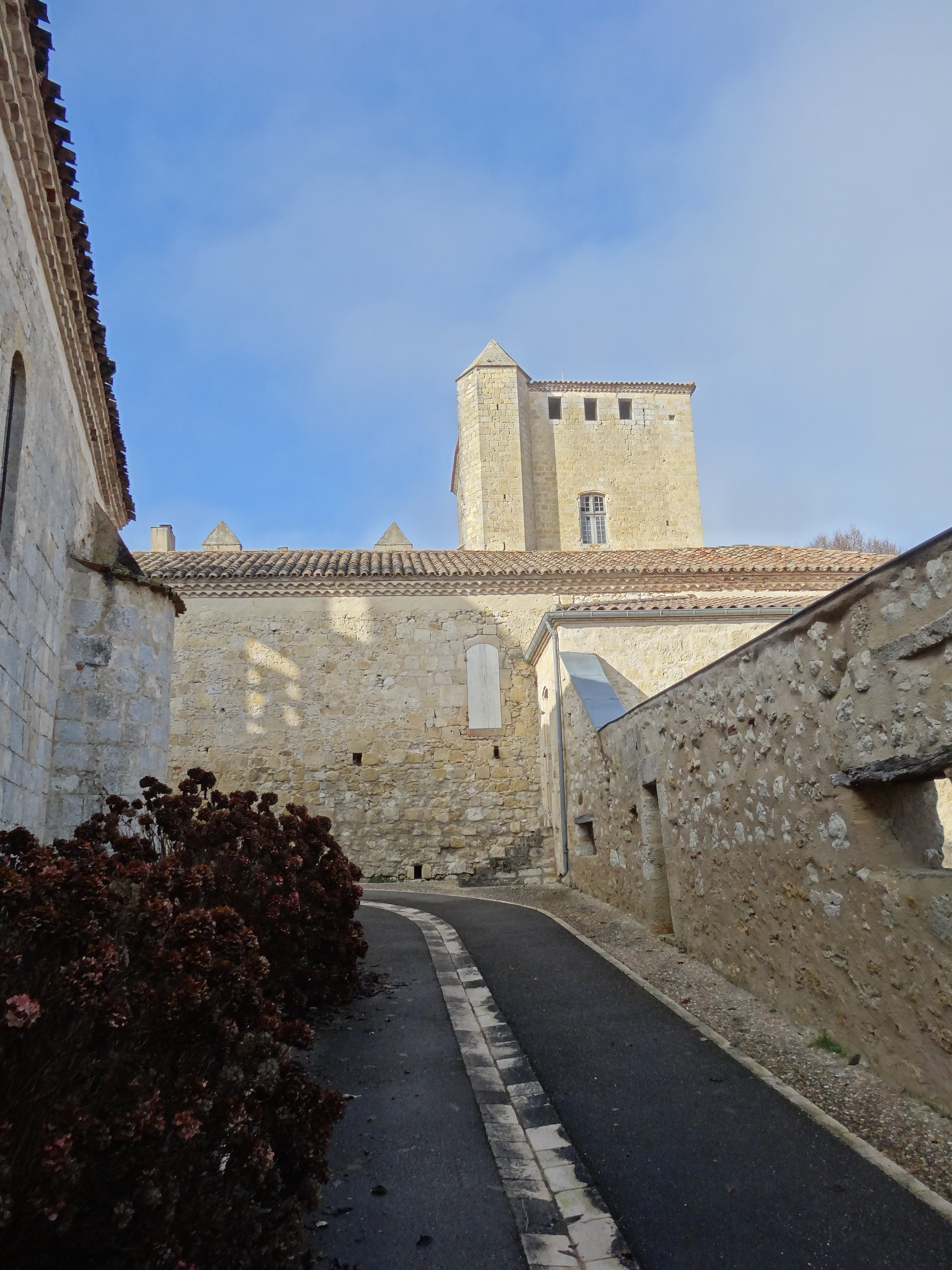
Aperçu du château depuis le village de Rouillac.